# أندرو شير
أندرو شير (بالإنجليزية: Andrew Scheer)‏ (مواليد 20 مايو 1979) هو سياسي كندي وعضو في البرلمان منذ 2004.ومنذ 2017 أصبح زعيم حزب المحافظين وزعيم المعارضة.
يصف شير نفسه بأنه يركز على التنمية الاقتصادية وتقليل أوجه القصور في الحكومة.